# 정선 필 청풍계지각
정선 필 청풍계지각(鄭敾 筆 淸風溪池閣)은 부산광역시 서구, 동아대학교에 있는 조선시대의 산수화이다. 
2014년 1월 22일 부산광역시의 문화재자료 제72호로 지정되었다가,2019년 4월 10일 부산광역시의 유형문화재 제202호로 승격되었다.

## 개요
이 작품은 조선 후기 대표적인 화가인 정선이 서울 장의동 서북쪽 순화방 인왕산 기슭의 청풍계가 흐르는 골짜기에 있던 청풍지각(靑風池閣)을 진경화법으로 그린 것으로, 화면 향우측에 ‘청풍계지각(淸風溪池閣)’이라는 제목과 ‘겸재(謙齋)’라는 호가 쓰여 있다.
부감법의 시점을 사용하여 넓은 시야를 확보하였고, 주 대상을 강조하여 여백과 확연하게 대비시키는 대담한 필묵법을 사용하였다. 강한 농담(濃淡)의 대비 가운데에서도 푸른색이 도는 먹빛의 효과로 청명한 느낌을 잃지 않고 있다. 바위는 과감한 ‘묵찰법(墨擦法)’으로 괴량감을 표현하였고, 산 주변의 초목은 미점(米點) 계통의 횡점(橫點)을 찍어 나타내었다.
청풍계지각에서 보이는 구도의 변화, 대담한 경물생략, 과감한 필묵, 강렬한 농담대비 등의 화풍은 1739년의 《청풍계》, 1751년과 1755년의 《장동팔경첩》, 《인왕제색도》 등 60대 이후 정선의 진경산수화 작품에서 두드러지는 특징과 일맥상통하는 것으로, 정선의 노년시절 무르익은 진경화법을 볼 수 있는 대표적인 작품이다.
청풍계는 정선의 작품 소재로 가장 많이 그려진 그림인데, 그 중 동아대학교박물관 소장본은 가작(佳作)에 속하는 작품이다.

## 참고 자료
- 정선 필 청풍계지각 - 국가유산청 국가유산포털